# Mapai (Mozambique)
Pour les articles homonymes, voir Mapai.
Mapai, connue aussi sous le nom de Regulo Mapai, est une ville et l'un des trois postes administratifs qui forment le district de Chicualacuala de la province de Gaza, dans le sud du Mozambique.
La région, frontalière du Zimbabwe (province de Masvingo) et de l'Afrique du Sud (province de Limpopo), appartient géographiquement à l'écorégion des savanes du Zambèze et du Mopane dans le bassin du Limpopo.

## Géographie
Mapai est située dans l'est du district de Chicualacuala de la province de Gaza, sur les rives du Limpopo. Elle est bordée au nord par les postes de Massangena et de Chicualacuala (Villa de Eduardo Mondlane), au sud et à l'ouest par celui de Chigubo.
Le bourg principal de la commune, situé sur la rive gauche du Limpopo, est un petit village à population très pauvre, souffrant régulièrement de la sécheresse et de la faim. Cette population est très touchée par le sida.

## Faune et flore
L'environnement est constitué des savanes du Zambèze et du Mopane, dans le parc transfrontalier du Grand Limpopo, une réserve qui relie le parc national Kruger au parc national Gonarezhou au Zimbabwe et au parc national du Limpopo au Mozambique.

## Division administrative
Mapai est un poste administratif comptant 19 932 habitants au 1er janvier 2005 et formé par cinq localités : Mapai (centre) et les villages de 16 de junio, Mapai-Rio, Chidulo et Mepúzi.

## Histoire
En juin 1976, les Selous Scouts viennent de la Rhodésie voisine afin de combattre la Zimbabwe African National Liberation Army entre Mapai et Chicualacuala au cours de l'Opération Long John, qui dure jusqu'au 31 octobre 1976.

## Sources
- (pt) gaza.gov.mz, portail du gouvernement de la province de Gaza.
- (en) UNDP pour le Mozambique avec documents disponibles en portugais.